# Commander Keen (jeu vidéo)
Pour la série de jeux vidéo, voir Commander Keen.
Commander Keen est un jeu vidéo de plate-forme sorti en 2001 et fonctionne sur Game Boy Color. Le jeu a été développé par David A. Palmer Productions puis édité par Activision.
C'est l'unique épisode de la série Commander Keen à ne pas avoir été développé par id Software.
Tom Hall, le concepteur de la série, ne considère pas ce jeu comme étant une suite aux sept premiers épisodes.